# Hermann Voss (Musiker)

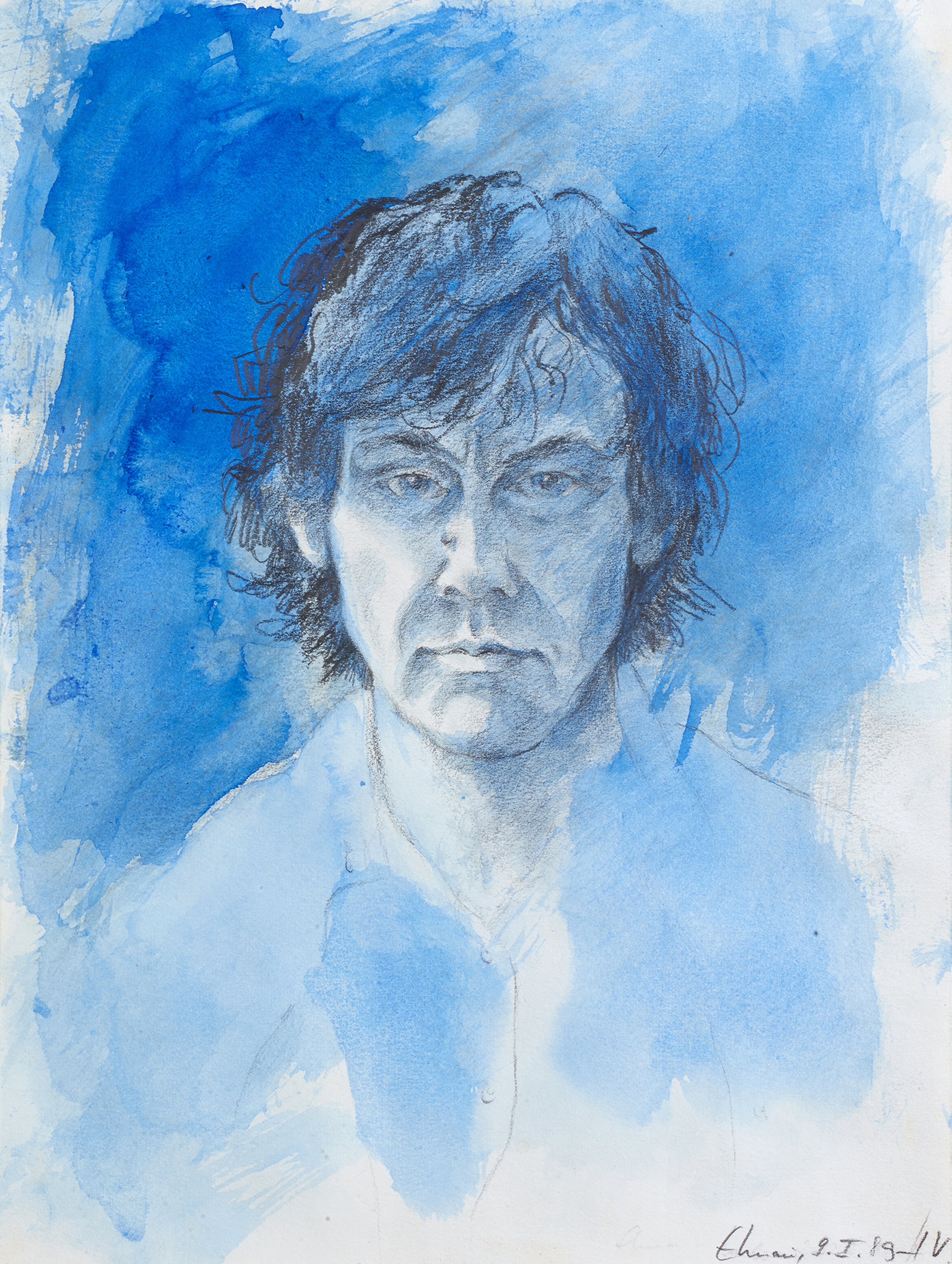
Selbstbildnis von Hermann Voss, entstanden 1989 auf Schloss Elmau

Hermann Voss (* 9. Juli 1934 in Brünen) ist ein deutscher Bratscher, Maler und Marionettenspieler. Von 1975 bis 2005 lehrte er an der Musikhochschule Stuttgart Bratsche und Kammermusik. Voss spielte 40 Jahre lang die Viola im Melos Quartett.

## Leben

### Ausbildung und Orchestertätigkeit
Hermann Voss wurde 1934 in Brünen am Niederrhein geboren. Seine musikalische Ausbildung erhielt er am Robert-Schumann-Konservatorium in Düsseldorf sowie an der Hochschule für Musik Freiburg bei Sándor Végh und Ulrich Koch. Nach dem Violinstudium bei Sándor Végh wechselte er unter seinem neuen Lehrer Ulrich Koch zur Viola. Kurz darauf wurde er 1959 in Stuttgart auf der Bratsche mit dem 1. Preis des Deutschen Hochschulwettbewerbs ausgezeichnet. 1959 und 1960 besuchte Hermann Voss die Sommerkurse des Cellisten Pablo Casals in Zermatt. Im Jahre 1962 wurde er wiederum auf der Viola zum Preisträger des Internationalen Musikwettbewerbs der ARD in München. Von 1960 bis 1967 war Voss unter dem Dirigenten Karl Münchinger Solobratschist des Stuttgarter Kammerorchesters.

### Melos Quartett
1965 war er Gründungsmitglied und bis zur Auflösung im Jahr 2005 einziger Bratschist des Melos Quartetts.

### Lehrtätigkeit
Ab 1975 war Hermann Voss als Dozent für Streichquartettspiel und von 1980 bis 2005 als Professor für Viola und Kammermusik an der Musikhochschule Stuttgart tätig. Außerdem übernahm er regelmäßig Dozentenaufgaben bei Musikfestivals mit Meisterkursen in Ratzeburg, Oberstdorf und bei internationalen Masterclasses in London, Sydney und Tokyo sowie bei der Akademie für Streichquartettinterpretation der Hindemith-Stiftung in Blonay.

### Malerei und Marionettentheater
Neben den Aufgaben als Musiker widmet sich Voss auch einer bildnerisch gestaltenden Tätigkeiten durch Anfertigung von Zeichnungen, Radierungen, Aquarell- und Acrylbildern. Nach seiner Emeritierung im Jahr 2005 wandte sich Voss vor allem der Malerei mit Acrylfarben zu. Dabei entstanden unter anderem Bilderzyklen zu Schuberts Winterreise, zum Marionettentheater, zu Lieblingsstücken der Kammermusik und zur Lage der Frauen mit dem Titel Frauenlieben und Frauenleiden.
Mit selbst geschaffenen Marionettenfiguren, Masken und Instrumenten gibt Voss seit seiner Studienzeit in Freiburg regelmäßig private und öffentliche Auftritte in eigenen musikalischen Miniaturen und Pantomimen. Zudem betreibt Hermann Voss in Waldenbuch unter dem Dachstuhl seines privaten Wohnhauses das von ihm so genannte Schlafzimmertheater, welches ausgestattet mit einer kleinen Bühne und etwa 20 Zuschauerplätzen als fester Aufführungsort dient. Von Hermann Voss ausgearbeitete und aufgeführte Bühnenstücke sind unter anderem Festival kleiner Interpreten und Bilder einer Vorstellung.
Gunter Teuffel, der langjährige Solobratschist des SWR Symphonieorchesters, bezeichnet Hermann Voss auf Grund seiner vielfältigen künstlerischen Tätigkeiten als Universalkünstler:

„Musiker, Zeichner, Maler, Bildhauer, Marionettenbauer und Marionettenspieler, Maskenbildner, Pantomime, Theatermann, Regisseur und musikalischer Schriftsteller. Wenn ich mir die Frage stelle, wer in meinem Umfeld die meisten und unterschiedlichsten künstlerischen Begabungen in sich vereint, kenne ich niemanden, auf den der Begriff Universalkünstler besser zutreffen würde denn auf Hermann Voss.“

### Waldenbucher Konzerte in Sankt Veit
Hermann Voss ist Mitbegründer der kammermusikalischen Veranstaltungsreihe Waldenbucher Konzerte in Sankt Veit, die er betreut und künstlerisch berät. Im Herbst 1998 war Voss Gründungsmitglied des für die Organisation der Konzerte zuständigen Fördervereins. Ein Jahr später eröffnete dann das Melos Quartett die Veranstaltungsreihe mit einem ersten Konzert. In der Folge konnten unter Voss'scher Ägide viele renommierte Künstler für die Waldenbucher Konzertreihe gewonnen werden. So wurde Waldenbuch beispielsweise zu einer festen Anlaufstelle für Konzerte der Bundesauswahl Konzerte Junger Künstler des Deutschen Musikrats. Zum 80. Geburtstag von Hermann Voss wurde in Sankt Veit ein Sonderkonzert des DAFO-Quartetts aufgeführt. Am 22. September 2018 konnte in der Waldenbucher Veitskirche das 20. Jubiläum der Fördervereinsgründung mit einem hundertsten Konzert feierlich begangen werden.

## Werksgalerie
Acrylgemälde eines Bilderzyklus zu Franz Schuberts Winterreise (Auswahl)

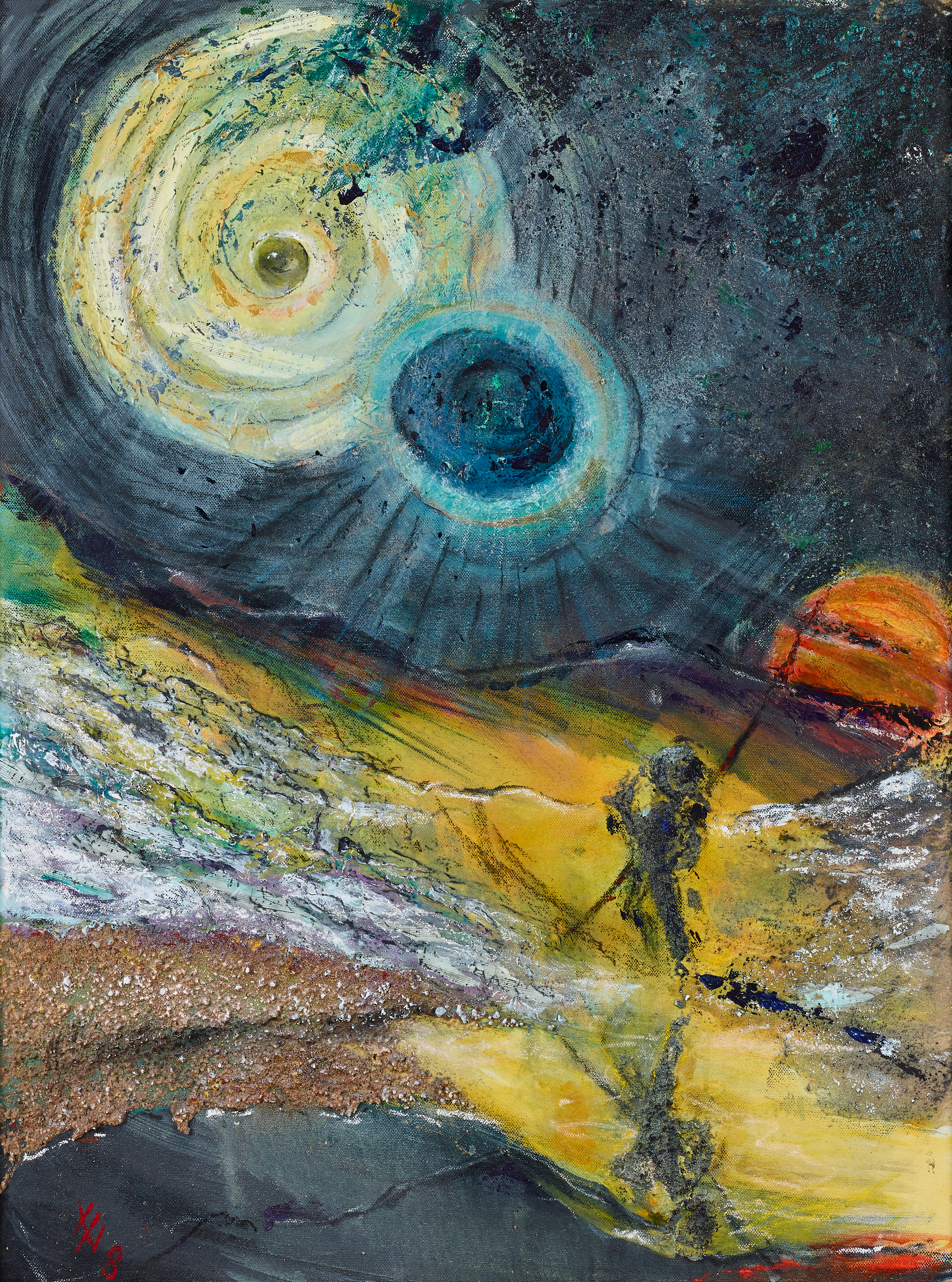
Drei Sonnen Acrylgemälde, 2008, 80x60 cm
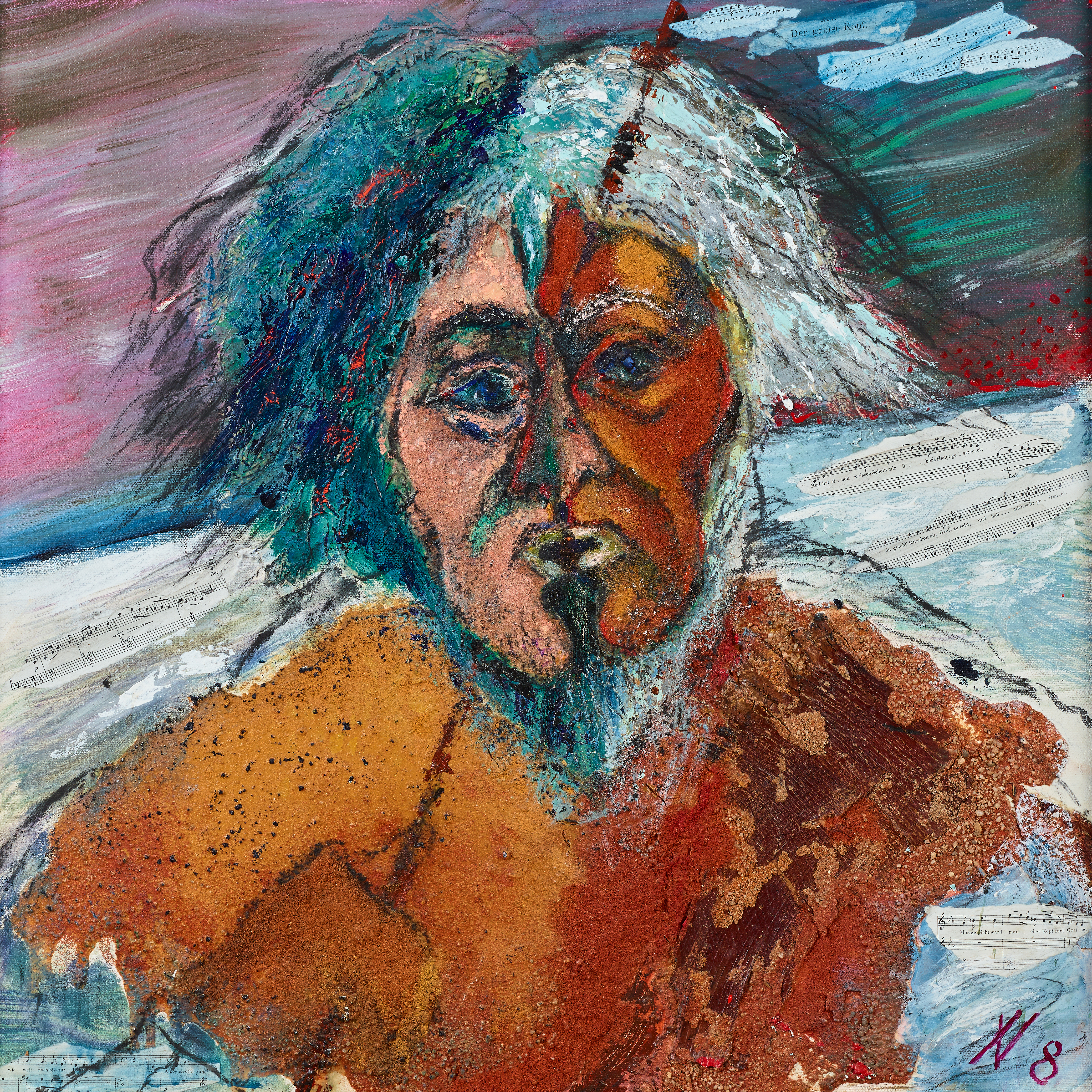
... dass ich eins und doppelt bin Acrylgemälde, 2008, 60x60 cm
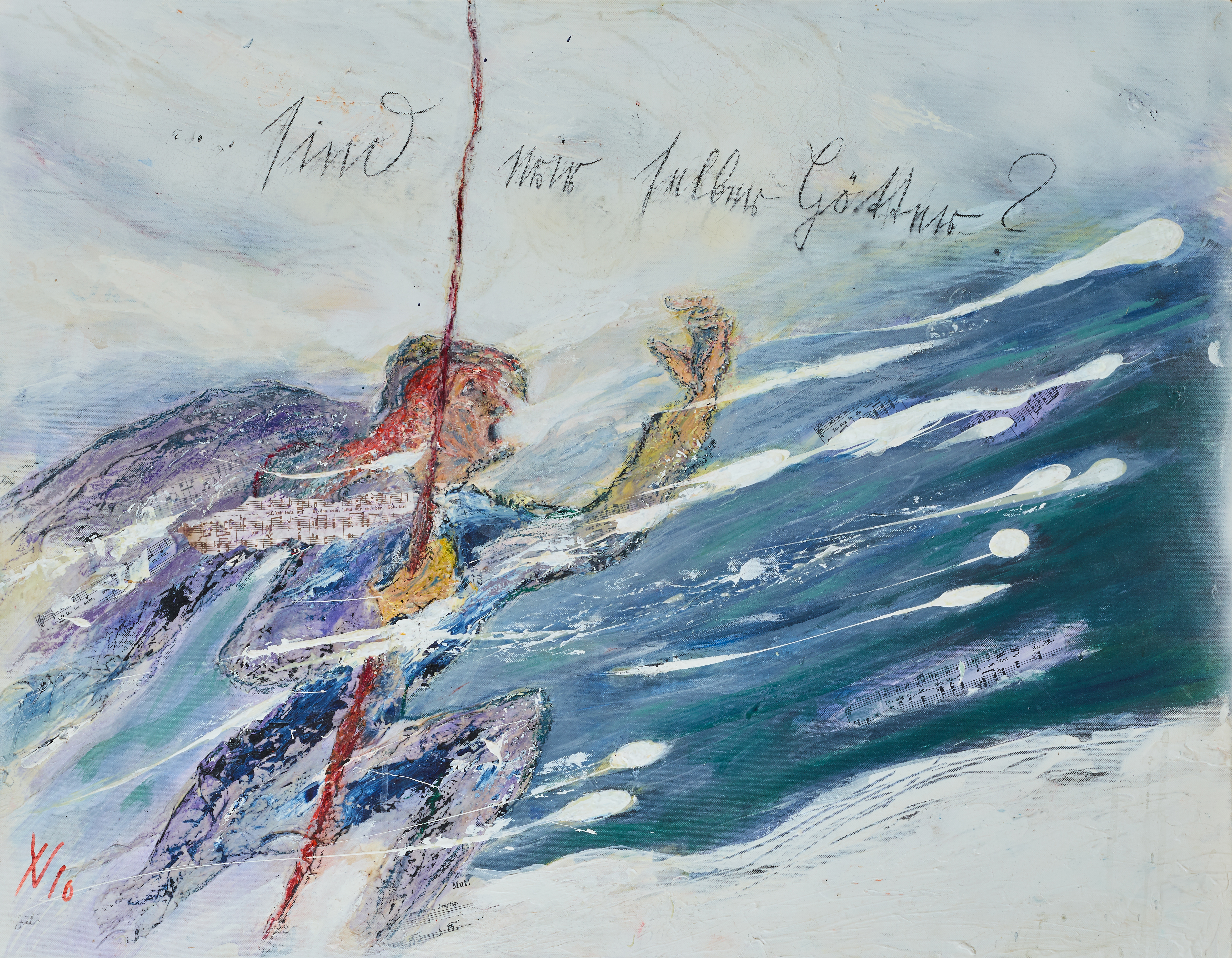
Sind wir selber Götter? Acrylgemälde, 2010, 70x90 cm

Allerlei Bleistiftzeichnungen

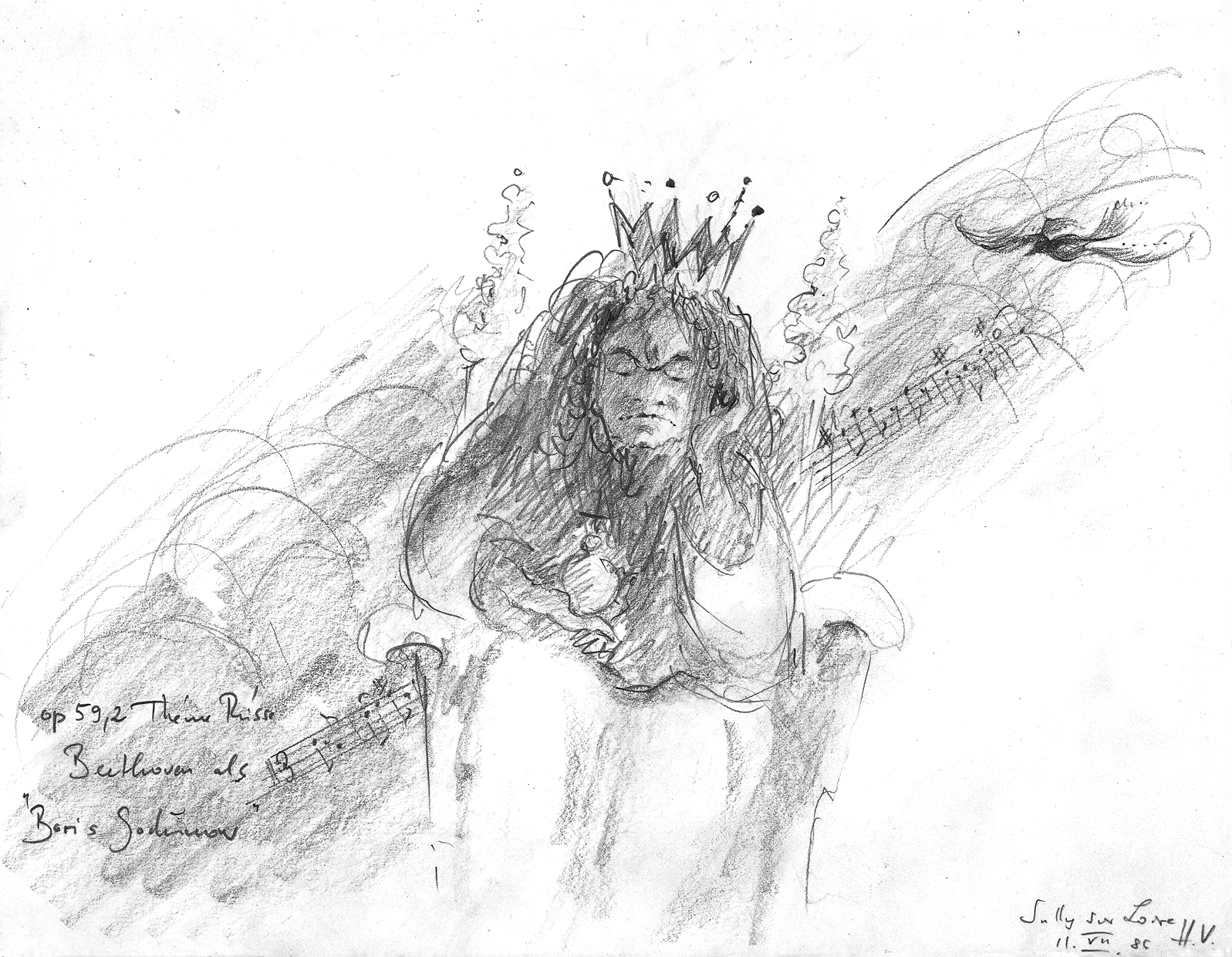
Thème russe - Beethoven als Boris Godunow Bleistiftzeichnung, 1986
Cavatine Bleistiftzeichnung, 1985
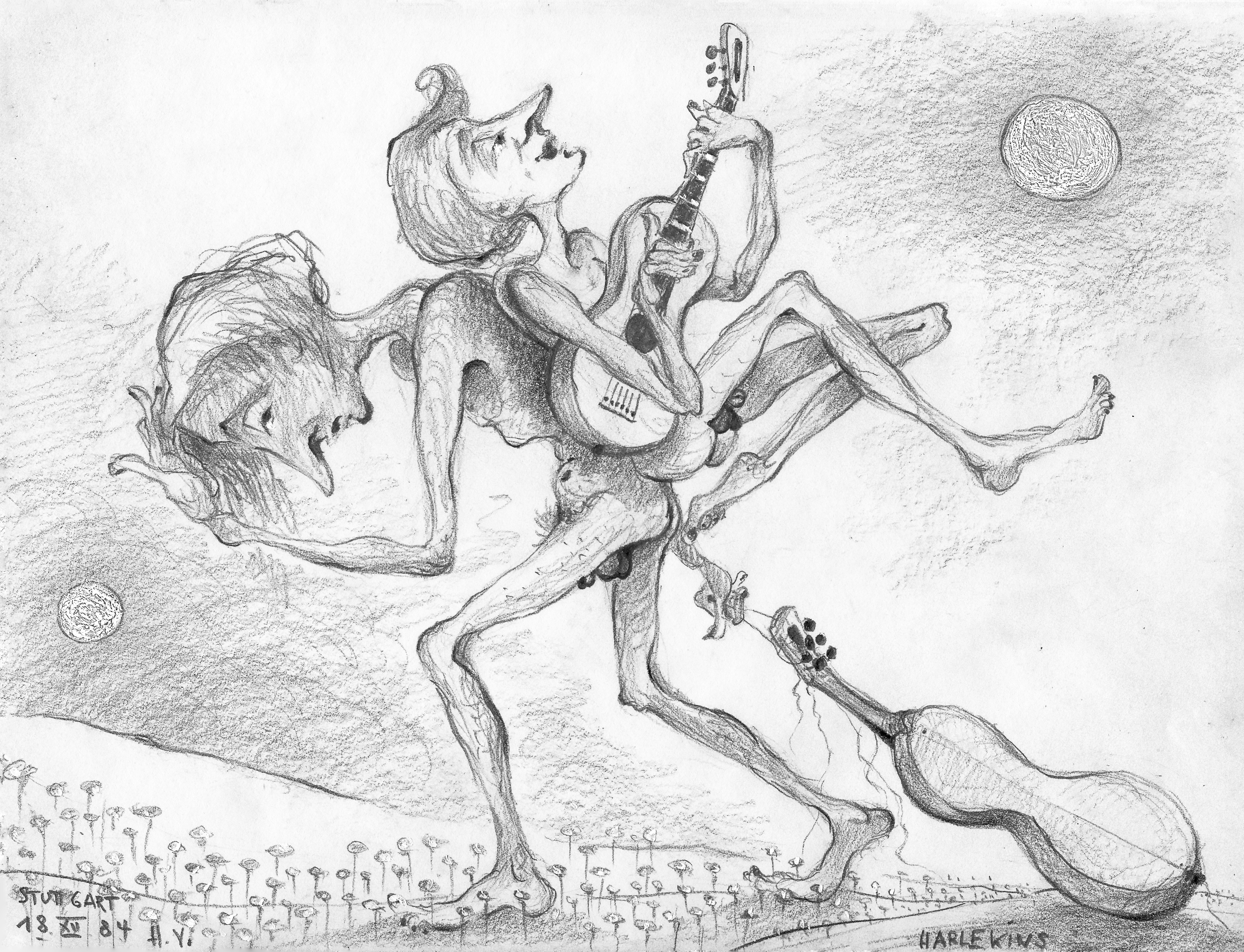
Die beiden Brüder als Harlekins Bleistiftzeichnung, 1984
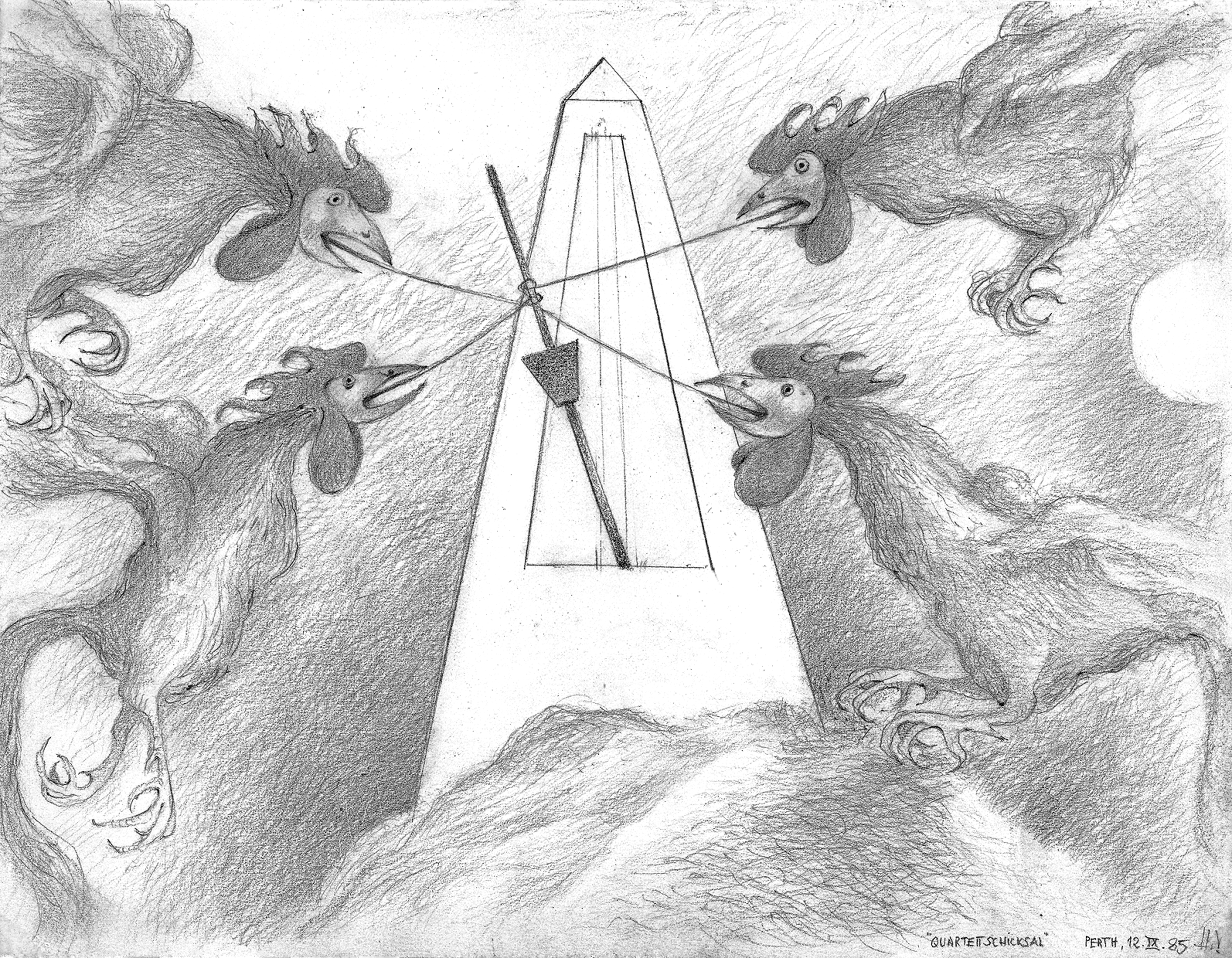
Quartettschicksal Bleistiftzeichnung, 1985

## Ehrungen und Auszeichnungen
- 1959: Erster Preis des Deutschen Hochschulwettbewerbs
- 1962: Preisträger des internationalen Musikwettbewerbs der ARD in München[13]
- 1966: Gewinner des Internationalen Genfer Musikwettbewerbs mit dem Melos Quartett
- 1967: Preisträger des Villa-Lobos-Wettbewerbs in Rio de Janeiro mit dem Melos Quartett
- 1990: Bundesverdienstkreuz der Bundesrepublik Deutschland; Auszeichnung aller vier Mitglieder des Melos Quartetts durch Lothar Späth anlässlich des 25-jährigen Jubiläums der Quartettgründung
- 2020: Staufermedaille als persönliche Auszeichnung des Ministerpräsidenten von Baden-Württemberg für Verdienste um das Land Baden-Württemberg[14][15][16]

## Veröffentlichungen
- Hermann Voss: Hackordnungen im Quadrat – Bleistiftzeichnungen von Hermann Voss. Res Novae Verlag, Aulendorf 2017
- Gunter Teuffel (Hrsg.), Hermann Voss: EINE VERNISSAGE mit Bach, Schubert, Mendelssohn und Brahms. Festschrift, Res Novae Verlag, Aulendorf 2019[17]